# Хуасянь (Хенань)
Хуася́нь (спрощ.: 滑县; піньїнь: Huá xiàn) — повіт провінційного підпорядкування в китайській провінції Хенань.

## Адміністративний поділ
Повіт поділяється на 10 селищ і 12 волостей.